# Orseis lagunae
Orseis lagunae är en ringmaskart som beskrevs av Hartman 1961. Orseis lagunae ingår i släktet Orseis och familjen Hesionidae. Inga underarter finns listade i Catalogue of Life.